# August Gustav Lasinsky

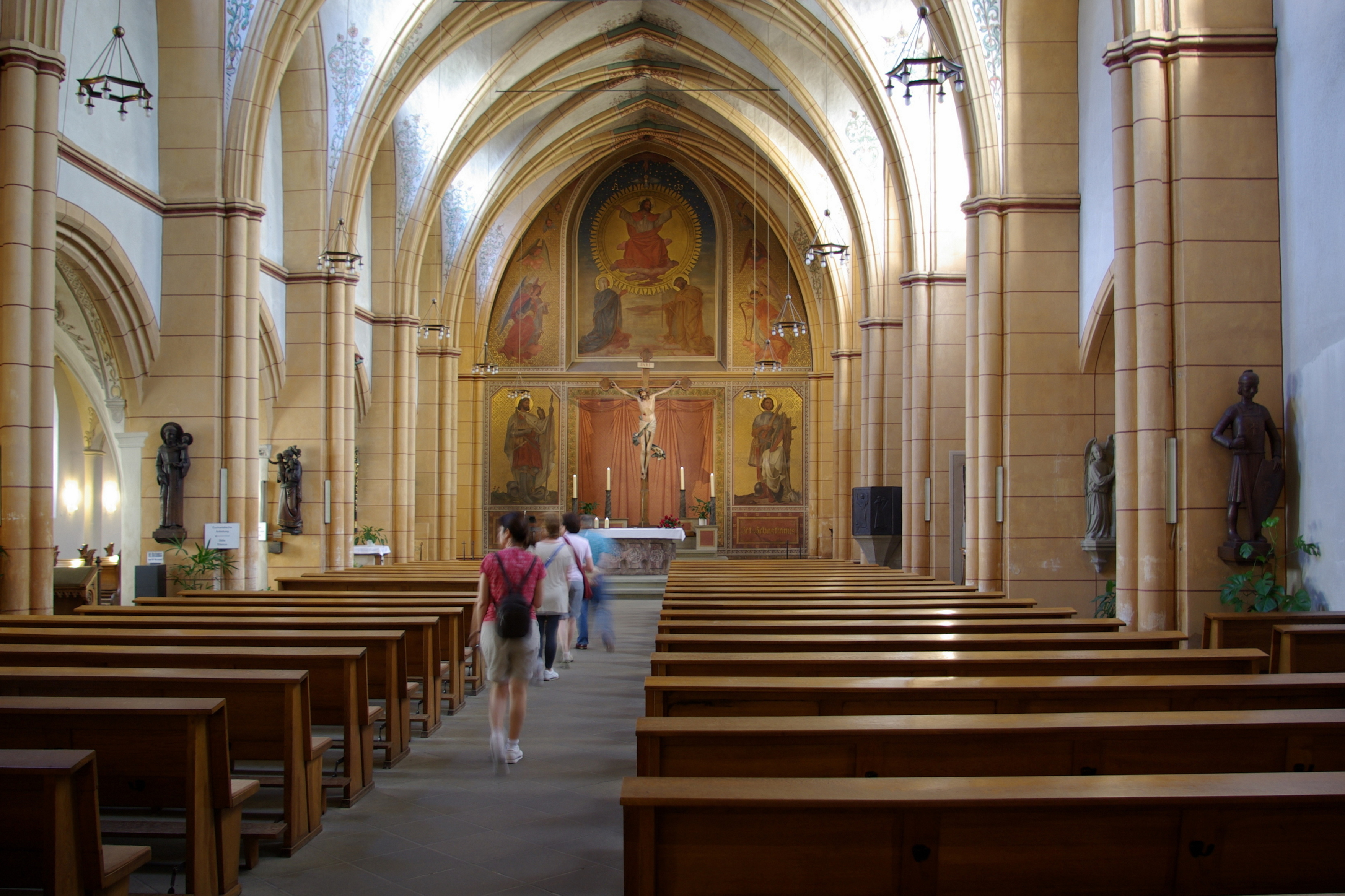
Kircheninneres von St. Gangolf in Trier, Chorwandmalerei in gotischem Spitzbogen von August Gustav Lasinsky, 1844

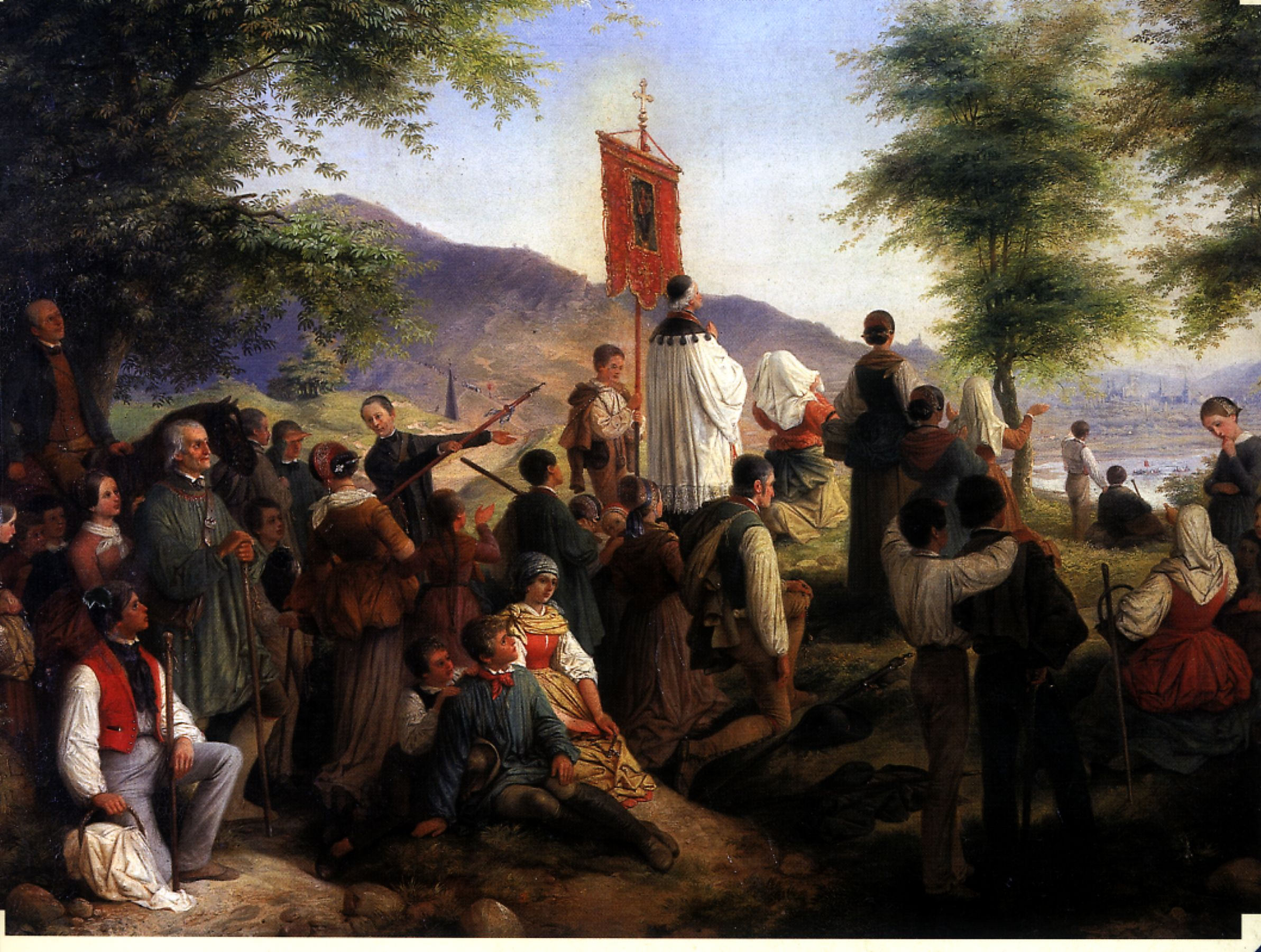
Wallfahrer zur Ausstellung des Heiligen Rocks vor Trier, 1847, Original im Stadtmuseum Simeonstift Trier

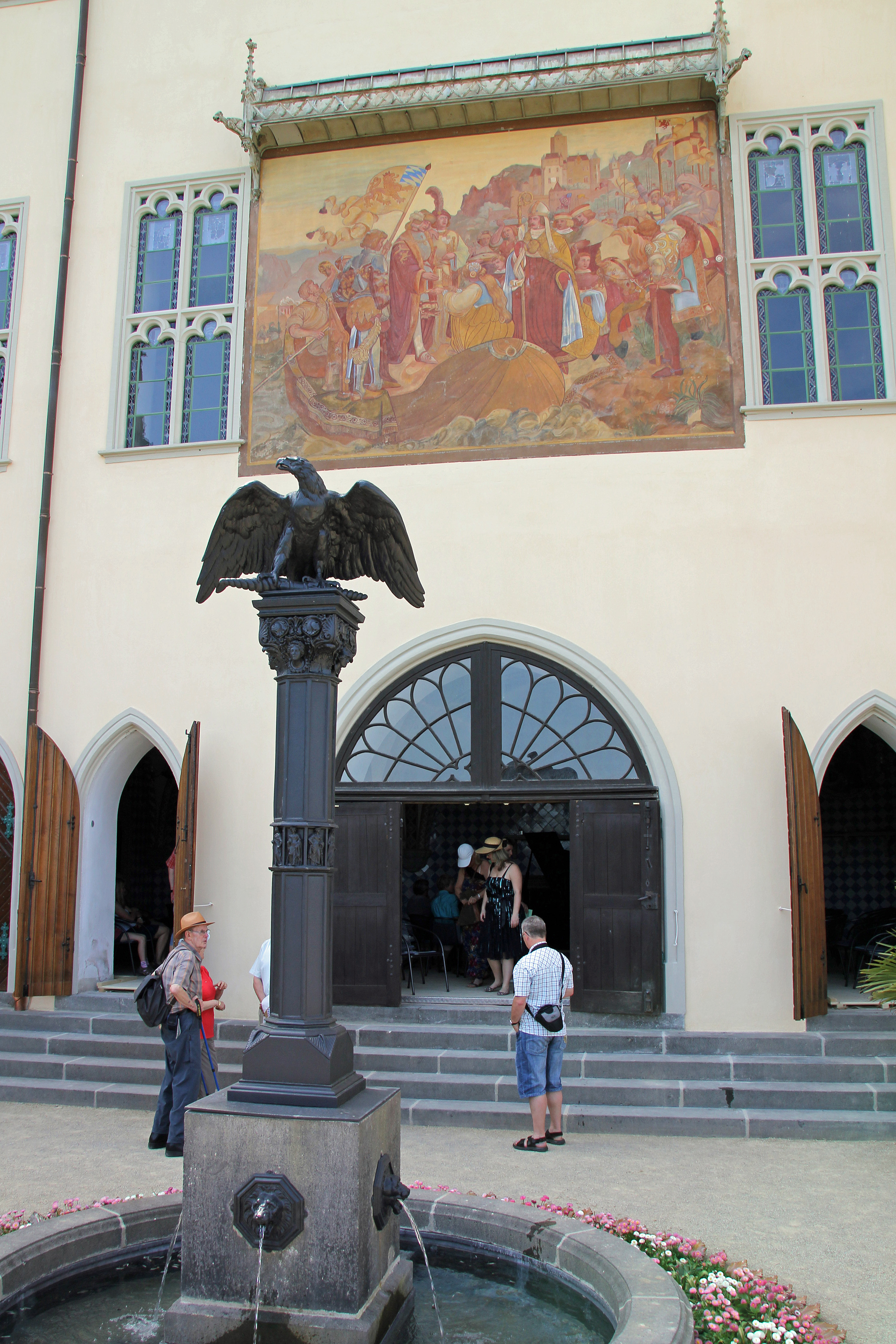
1410. Der Deutsche König Ruprecht von der Pfalz, begleitet von seinem Schwager, Friedrich von Zollern, werden von Kurfürst Werner von Trier am Rheinufer begrüßt, Fresko Schloss Stolzenfels, von Lasinsky 1844 vollendet, mehrfach restauriert

August Gustav Lasinsky (* 27. Oktober 1811 in Koblenz; † 24. Juli 1870 in Mainz) war ein deutscher Maler und Zeichner der deutschen Romantik. Bekannt wurde er durch seine Altarbilder und Wandmalereien in katholischen Kirchen des Rheinlands. Lasinskys religiöse Malerei wird der nazarenischen Kunst der Düsseldorfer Schule zugeordnet.

## Leben
Lasinsky und sein älterer Bruder Johann Adolf, ein bekannter Landschafts- und Architekturmaler der Rheinromantik, entstammen väterlicherseits dem alten polnischen Geschlecht der Leszczyński. Ihr Vater, ehem. Kassenrendant am Hof von Stanislaus II. August Poniatowski in Warschau, kam nach dessen Abdankung nach dem Kościuszko-Aufstand, der Dritten Teilung Polens 1794, dem Scheitern der Reformbewegung und der zunehmenden Hegemonie Russlands im Jahre 1795 nach Preußen, wo er seinen Namen in Friedrich-Karl von Lasinsky änderte. 1809 war er „berittener Einnehmer der indirekten Steuern“ des Kantons Simmern im französischen Rhein-Mosel-Departement, ab 1814 Kommissar der Salinenverwaltung in Kreuznach. Ihre Mutter war die rheinische Dichterin Anna Maria Lasinsky, Großnichte des Vizekanzlers des Herzogtums Jülich-Berg, Georg Joseph Freiherr von Knapp. Er erhielt eine erste Malerausbildung von seinem älteren Bruder Johann Adolf, außerdem bei dem Maler Simon Meister. 1830 studierte er bei Friedrich Wilhelm von Schadow an der Düsseldorfer Akademie, 1836 wechselte er zum Städelschen Kunstinstitut nach Frankfurt am Main und wurde Schüler von Philipp Veit. 1844 konvertierte er zum katholischen Glauben und gehörte zum Kreis des politischen Katholizismus um August Reichensperger, den er vermutlich aus Koblenz und als engagierten Befürworter der Bauvollendung des Kölner Doms kannte. 1848/1849 gehörte er zu den führenden Mitgliedern des demokratischen Piusvereins.
Im Sommer 1852 soll Lasinsky eine Affäre mit Emilie Marx gehabt haben, während er in Trier Fresken für St. Gangolf malte.

## Werke
Lasinsky begann mit Porträt- und Landschaftsmalerei. Nach seiner Konversion widmete er sich vor allem religiösen Themen und erhielt Aufträge für Altarbilder und Wandbilder u. a. in der Kapelle „Kreuzchen“ in Trier (1845/46, 2008 restauriert), in der katholischen Stadtkirche St. Gangolf (1849/51, 1980 restauriert), St. Martin in Mainz-Finthen (1854/56, 1989 restauriert und inhaltlich verändert), St. Joseph in Alzey (1860).
1841 arbeitete er im noch unvollendeten Kölner Dom an der Restauration und Ergänzung von Wandgemälden im Langhaus. Er errang damit die Aufmerksamkeit von König Friedrich Wilhelm IV. von Preußen, der ihn 1844 mit der Ausführung historisierender Außenwandfresken zur Geschichte der Hohenzollern und Wittelsbacher auf der rheinwärts gerichteten Fassade des wiederaufgebauten Schloss Stolzenfels beauftragte (um 1900 stark verwaschen, später mangelhaft aufgefrischt).

Die Fresken der Trierer Kreuzkapelle schuf er 1853.
Viele Arbeiten von A. G. Lasinsky sind bei späteren Kirchenrenovierungen entstellt oder entfernt worden, so z. B. in St. Menas in Koblenz-Stolzenfels oder St. Kilian in Mainz-Kostheim. Nur noch als Entwurfszeichnungen oder Kopien sind sie in der Graphischen Sammlung des Landesmuseums Mainz erhalten. Bekanntestes Beispiel hierfür ist die 1925/28 größtenteils entfernte Ausmalung des Mainzer Doms, mit der der greise Philipp Veit 1861 beauftragt worden war und die seine Schüler Th. Herrmann, Lasinky und Joseph Anton Settegast nach den Entwürfen Veits ausführten.